# Yulduz Hashimi
Yulduz Hashimi (paschtunisch یلدوز هاشمي, persisch یولدوز هاشمی; * 8. Juli 2000 in Maimana) ist eine afghanische Radrennfahrerin.

## Sportlicher Werdegang
Hashimi sah 2017 die Ankündigung eines Radrennens in ihrer Provinz und beschloss, zusammen mit ihrer jüngeren Schwester Fariba daran teilzunehmen, ohne jemals zuvor auf einem Rad gesessen zu haben. Dazu borgten sie sich das Fahrrad eines Nachbarn und lernten das Radfahren. Die beiden Schwestern bestritten das Rennen ohne das Wissen ihrer Familie und unter Verkleidung, um nicht erkannt zu werden, und wurden Erste und Zweite. Dadurch ermutigt, fuhren sie weitere Rennen. Ihre Familie, die dies nach einer Weile herausfand, unterstützte sie nach einigem Zögern. Dennoch hatten sie sich mit Belästigungen und Bedrohungen auseinanderzusetzen, bis sie ins Nationalteam berufen wurden.
Nach der Machtübernahme der Taliban fühlten sich die Hashimis bedroht, außerdem war ihnen als Frauen jeglicher Sport verboten. Mit Hilfe von Alessandra Cappellotto, der Weltmeisterin von 1997, die zuvor ein Radrennen in Kabul organisiert hatte, konnten sie nach Italien fliehen, mussten aber ihre Familie zurücklassen. Ab August 2022 fuhren sie als Stagiaires für das italienische Team Valcar-Travel & Service. Im Oktober richtete der Radsport-Weltverband UCI an seinem Hauptquartier in Aigle die Straßenradsport-Meisterschaft für afghanische Frauen aus, in Zusammenarbeit mit dem im Exil arbeitenden Radsportverband Afghanistans. Yulduz Hashimi wurde in diesem Rennen Zweite im Sprint hinter ihrer Schwester. Im Anschluss erhielten beide ein Vertragsangebot von Israel Premier Tech Roland, einem der UCI Women’s WorldTeams.
Für ihre neue Mannschaft fuhr Hashimi 2023 mit der Tour de Berlin Feminin ein Profi-Rennen und beteiligte sich an den Asienmeisterschaften, den Asienspielen sowie den Weltmeisterschaften, bei letzteren auch mit weiteren exil-afghanischen Rennfahrern in der Mixed-Staffel.
2024 fuhr Hashimi für das WCC Team, das von der UCI organisiert wird. Ihr bestes Ergebnis in der ersten Jahreshälfte war der zehnte Platz beim Gran Premio della Liberazione. Auf Einladung der UCI nahm Hashimi an den Olympischen Spielen 2024 teil; im Einzelzeitfahren wurde sie 26. von 35 Fahrerinnen, im Straßenrennen fuhr sie zusammen mit ihrer Schwester längere Zeit in einer Ausreißergruppe; nachdem diese eingeholt worden war, verlor sie nach dem Sturz von Vorherfahrenden in einer engen Gasse am Fuß des Montmartre 48 km vor dem Ziel den Anschluss am Peloton und schied im weiteren Verlauf des Rennens aus.